# Кубок Ликурга
Кубок Ликурга — единственная сохранившаяся со времён античности диатрета с фигурным узором. Представляет собой стеклянный сосуд 165 мм в высоту и 132 мм в диаметре, предположительно александрийской работы IV века н. э. Экспонируется в Британском музее.

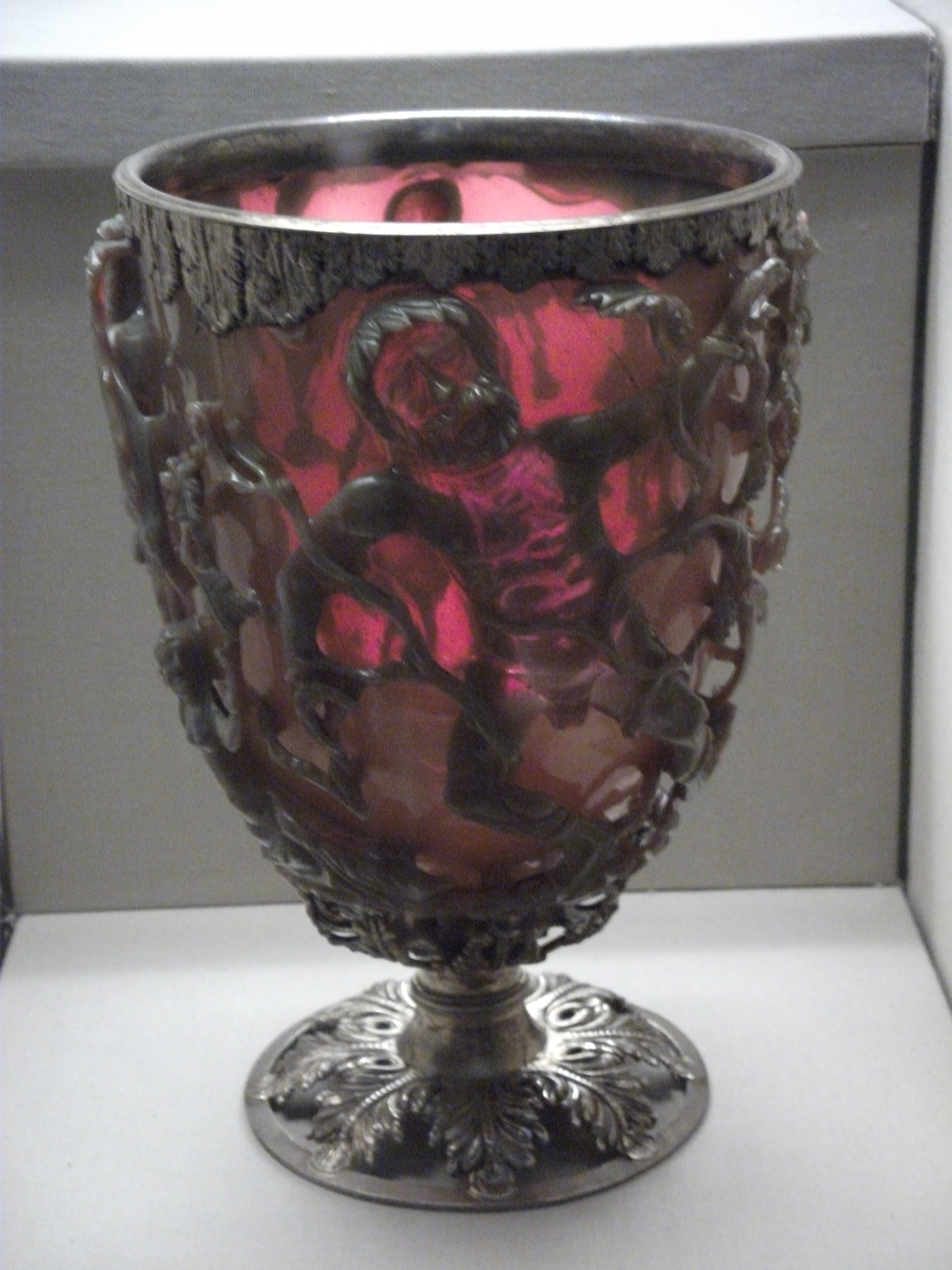
Свет проходит сквозь стекло (при обычном освещении)

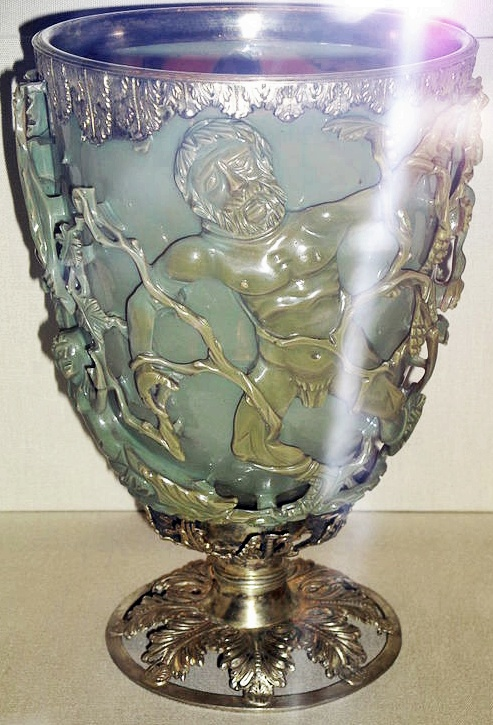
В отражённом свете

Уникальность кубка состоит в способности менять цвет с зелёного на красный в зависимости от угла падения света. Этот эффект объясняется наличием в стекле мельчайших частиц коллоидного золота и серебра (приблизительно 70 нанометров) в соотношении трёх к семи. Обод из золочёной бронзы и ножка сосуда представляют собой позднейшие привнесения эпохи раннего ампира.
На стенках кубка изображена гибель фракийского царя Ликурга, которого за оскорбление бога вина Диониса опутали и задушили виноградные лозы. Существует гипотеза, что кубок был изготовлен в честь победы Константина над Лицинием и передавался из рук в руки вакхантами при дионисийских возлияниях. Во всяком случае, его необычная расцветка могла символизировать этапы созревания винограда.
Судьба сосуда прослеживается с 1845 года, когда его приобрели банкиры Ротшильды. Широкая публика впервые увидела кубок на выставке в музее Виктории и Альберта в 1862 году. В 1958 году барон Ротшильд продал кубок за 20 тысяч фунтов Британскому музею.